# NNC 38-1049
NNC 38-1049 je histaminski antagonist koji je selektivan za H3 receptor. On ima anoreksično dejstvo u životinjskim studijama i istražuje se kao potencijalni tretman za gojaznost.